# Graemeloweus maidu
Espèce
Synonymes
- Pseudouroctonus maidu Savary & Bryson, 2016

Graemeloweus maidu est une espèce de scorpions de la famille des Vaejovidae.

## Distribution
Cette espèce est endémique de Californie aux États-Unis. Elle se rencontre dans le comté d'El Dorado.

## Description
La femelle holotype mesure 40,53 mm, les mâles mesurent de 31,40 à 35,19 mm et les femelles de 36,06 à 40,53 mm.

## Systématique et taxinomie
Cette espèce a été décrite sous le protonyme Pseudouroctonus maidu par Savary et Bryson en 2016. Elle est placée dans le genre Graemeloweus par Soleglad, Fet, Graham et Ayrey en 2016.

## Étymologie
Cette espèce est nommée en l'honneur des Maidu.

## Publication originale
- Savary & Bryson, 2016 : « Pseudouroctonus maidu, a new species of scorpion from northern California (Scorpiones, Vaejovidae). » ZooKeys, no 584, p. 49–59 (texte intégral).